# Гроза авторитетів (футбольний приз)
Приз «Гроза авторитетів» — футбольний приз, започаткований редакцією тижневика «Спортивна Москва» у 1976 році. Вручався команді, що набрала найбільшу кількість очок у сезоні в матчах з призерами вищої ліги чемпіонату СРСР. Рекордсменом за здобутими трофеями став одеський «Чорноморець» (4 перемоги у номінації). Цьому ж клубу належить і рекорд за набраними очками в матчах з призерами протягом одного сезону — 9 з 12 (1984).

## Володарі призу
| Сезон    | Команда                    | Очки | Можливі | Місце |
| -------- | -------------------------- | ---- | ------- | ----- |
| 1976 (в) | «Крила Рад» (Самара)       | 3    | 6       | 6     |
| 1976 (о) | «Дніпро» (Дніпропетровськ) | 4    | 6       | 13    |
| 1977     | «Динамо» (Москва)          | 6    | 12      | 4     |
| 1978     | «Пахтакор» (Ташкент)       | 6    | 12      | 11    |
| 1979     | «Динамо» (Тбілісі)         | 7    | 12      | 4     |
| 1980     | «Чорноморець» (Одеса)      | 7    | 12      | 7     |
| 1981     | «Динамо» (Москва)          | 8    | 12      | 4     |
| 1982     | «Чорноморець» (Одеса)      | 7    | 12      | 10    |
| 1983     | «Жальгіріс» (Вільнюс)      | 6    | 12      | 5     |
| 1984     | «Чорноморець» (Одеса)      | 9    | 12      | 4     |
| 1985     | «Динамо» (Тбілісі)         | 6    | 12      | 8     |
| 1986     | «Динамо» (Мінськ)          | 7    | 12      | 10    |
| 1987     | «Торпедо» (Москва)         | 6    | 12      | 4     |
| 1988     | «Спартак» (Москва)         | 7    | 12      | 4     |
| 1989     | «Жальгіріс» (Вільнюс)      | 8    | 12      | 4     |
| 1990     | «Арарат» (Єреван)          | 8    | 12      | 7     |
| 1991     | «Чорноморець» (Одеса)      | 6    | 12      | 4     |